# Adelfopoulo
Adelfopoulo eller Mikro Adelfoi är en liten ö i Grekland. Den ligger i ögruppen Sporaderna och regionen Thessalien, i den östra delen av landet, 130 km norr om huvudstaden Aten. Arean är 0,62 kvadratkilometer. Strax söder om ön ligger den lite större Adelfoi.